# Papp István (labdarúgó)
Papp István (Körmend, 1963. június 7. – 1987. október 14.) labdarúgó, hátvéd.

## Pályafutása
A Haladás csapatában kezdte a labdarúgást. Az élvonalban 1982. augusztus 29-én mutatkozott be a Ferencváros ellen, ahol csapata 4–0-s vereséget szenvedett. Utolsó bajnoki mérkőzését 1987. október 7-én az Újpesti Dózsa ellen játszotta. Egy hét múlva a Szombathely–Körmend úton halálos közlekedési balesetet szenvedett. Az élvonalban összesen 128 mérkőzésen szerepelt és hat gólt szerzett. 
Papp István a körmendi labdarúgóklubban gyermekek százaival ismertette meg a mozgás örömét, teremtette meg a körmendi labdarúgás alapjait, karolta fel a formálódó csapatokat és emelte ki a tehetségeket. Emlékére minden évben megrendezi klubja a Papp István-emléktornát gyermekek számára.[forrás?]

## Sikerei, díjai
- Magyar bajnokság
  - 7.: 1987–88